# Portrait de Giuseppe Abbati
Le Portrait de Giuseppe Abbati est une peinture à l'huile sur bois (37,5 × 22 cm) du peintre italien Giovanni Boldini datée de 1865. Elle représente le peintre italien Giuseppe Abbati du mouvement des macchiaioli  et est conservée dans une collection privée.

## Histoire
Lors de son séjour à Florence, le jeune Giovanni Boldini réalise de nombreux portraits des membres du groupe des Macchiaioli, dont celui du peintre Giuseppe Abbati avec son chien, Moro. La personnalité calme et raisonnable de celui-ci est très éloignée de celle bouillonnante de Boldini qui est fasciné par le caractère méditatif et constant d'Abbati, comme le décrit le critique Diego Martelli.

## Description
Selon les témoignages de l'époque, le portrait est très fidèle au modèle. Avec des touches rapides, le peintre campe la figure pâle et sévère de son confrère, tout en contraste avec son costume noir. Le fond est tapissé de nombreux tableaux de Boldini parmi lesquels, à gauche, le portrait ovale de Lilia Monti.

## Analyse
Ce portrait démontre la capacité de Boldini de saisir les caractéristiques physiques du personnage et de suggérer sa personnalité. Le traitement du fond est particulièrement novateur : Boldini peint son atelier tel qu'il est, alors qu'il était d'usage dans le genre du portrait de faire ressortir la figure sur un fond uni et neutre.
Il se sert de l'exubérance de son propre tempérament artistique pour mettre un coloris pauvre, emprunté aux tonalités préférées d'Abbati, au service d'une élégance inattendue : l'étoffe claire visible sur la droite rehausse la gravité de l'ensemble et le modèle, vêtu de noir, se détache sur l'arrière-plan mal défini de l'atelier. Le spectateur est ainsi attiré par le visage pâle et le regard pénétrant de l'œil unique du peintre-soldat, qui avait survécu à la guerre mais mourra d'hydrophobie, après avoir été mordu par son chien, à seulement trente-deux ans.